# Gordan Jandroković
Gordan Jandroković (Bjelovar, 2. kolovoza 1967.), političar HDZ-a i aktualni predsjednik Hrvatskoga sabora. Bivši je potpredsjednik Vlade Republike Hrvatske i ministar vanjskih poslova i europskih integracija. 
Dana 5. svibnja 2017. izabran je za predsjednika 9. saziva Hrvatskog sabora nakon što je njegov prethodnik Božo Petrov podnio ostavku na tu funkciju. 
Jandroković je 12. predsjednik Hrvatskoga sabora od njezine neovisnosti. Dana 22. srpnja 2020. izabran je za predsjednika 10. saziva Hrvatskoga sabora sa 143 glasova za i jednim suzdržanim. Jandroković je prvi predsjednik Sabora izabran na drugi mandat u 30 godina državnosti Republike Hrvatske. Dana 16. svibnja 2024. izabran je za predsjednika 11. saziva Hrvatskoga sabora po treći puta obnašajući tu funkciju.

## Životopis
Gordan Jandroković rođen je u Bjelovaru 1967. godine. Diplomirao je na Građevinskom fakultetu (1991.) u Zagrebu i Fakultetu političkih znanosti (1993.) u Zagrebu. U mladosti je trenirao rukomet u bjelovarskom RK "Partizanu" ali i u hrvatskoj omladinskoj reprezentaciji. Otac Zvonko Jandroković i stric Željko Jandroković bili su europski klupski prvaci 1972. i višestruki državni prvaci u rukometu.
Od 1989. do 1994. te od 2000. do 2003. radio je u privatnom sektoru. Od 1994. do 2000. godine bio je zaposlen u Ministarstvu vanjskih poslova.
Na parlamentarnim izborima 2003. godine izabran je za zastupnika u Hrvatski sabor. Bio je predsjednik Odbora za gospodarstvo, razvoj i obnovu, predsjednik Odbora za vanjsku politiku te voditelj Izaslanstva Hrvatskog sabora u Zajedničkom parlamentarnom odboru Hrvatski sabor - Europski parlament.
Na parlamentarnim izborima 2007. godine izabran je za zastupnika u II. izbornoj jedinici. 12. siječnja 2008. godine imenovan je ministrom vanjskih poslova i europskih integracija te je zastupnički mandat stavio u mirovanje. Od 29. prosinca 2010. do 23. prosinca 2011. obnašao je dužnost potpredsjednika Vlade.
Na parlamentarnim izborima 2011. godine ponovno je izabran za zastupnika u Hrvatski sabor. Do 30. lipnja 2013. obnašao je dužnost potpredsjednika Odbora za europske integracije, a od 1. srpnja 2013. potpredsjednika Odbora za europske poslove.
Na parlamentarnim izborima 2015. po četvrti je uzastopni put izabran za zastupnika u Hrvatski sabor. 23. siječnja 2016. izabran je za predsjednika Odbora za europske poslove.
Na izvanrednim parlamentarnim izborima 2016. peti je put izabran za zastupnika u Hrvatski sabor. Na konstituirajućoj sjednici 9. saziva 14. listopada 2016. izabran je za potpredsjednika Hrvatskoga sabora.
Član je HDZ-a od 1992. godine, a od 2004. godine član je predsjedništva stranke. Od 2016. do 2020. godine obnašao je dužnost glavnog tajnika HDZ-a.

## Osobni život
Uz hrvatski, aktivno govori engleski jezik, a pasivno se služi i talijanskim.